# Sergio Cappelli
Sergio Cappelli (Savona, 12 settembre 1950) è un ex politico italiano. Ha smesso con la politica e dagli anni duemila, vive a Cuba, esercitando la sua laurea di ingegnere diventando anche imprenditore.